# Gres (ceràmica)
|  | Per a altres significats, vegeu «gres (geologia)». |

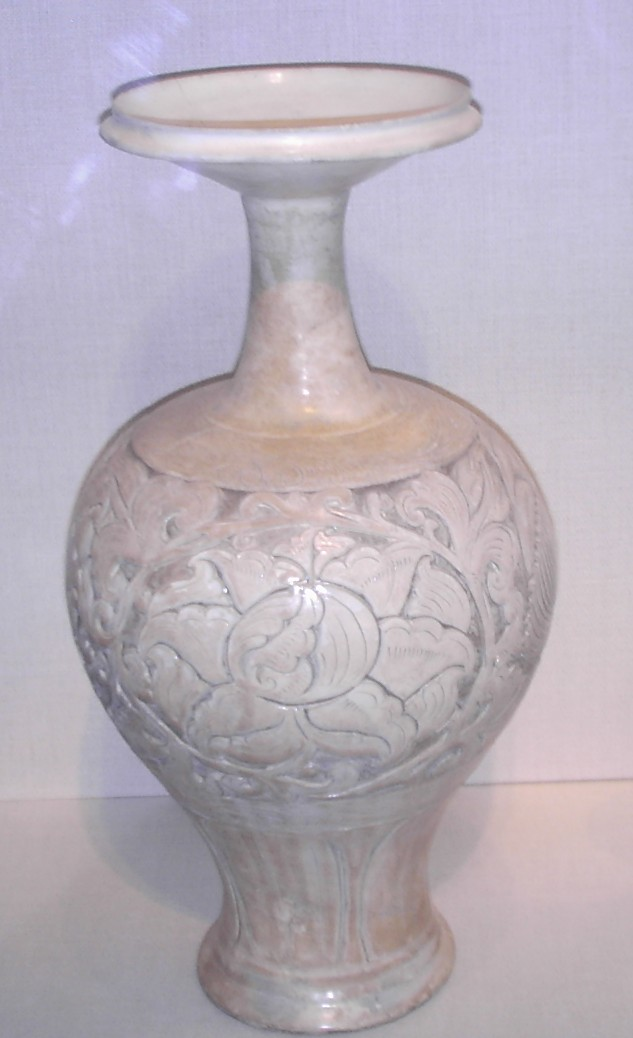
Atuell xinès de gres pertanyent a la Dinastia Song.

El gres és una ceràmica de pasta opaca parcialment vitrificada i pràcticament impermeable.
Es pot fer a partir d'argila (silicat d'alumini hidratat), blanca o rosada amb percentatges d'alumini d'entre el 24% i el 28%. Dins del forn resisteixen temperatures d'entre 1.200 i 1.400 °C, sense fondre's i, per tant, sense deformar-se.
Quan l'argila és natural, s'anomena al producte ‘gres comú'. Però normalment es fan barreges amb un 10% de caolí, un 15% de quars i una quantitat variable de fundent regulador de la vitrificació. En general com a tal s'utilitza el feldespat, però també a vegades materials calcaris i fins i tot ferruginosos. El producte s'anomena gres artificial.
El grau de porositat després de la vitrificació està al voltant de l'1%. el material ha deixat de ser hidratat i ara és anhidre. El canvi s'ha produït en l'interior de la molècula d'argila. Es tracta d'un procés irreversible, a través del qual el silicat d'alúmina adquireix duresa, sonoritat i permanència.
El color final pot variar segons els components de les argiles. Però també el fa canviar a vegades el foc del forn i la seva contundent deshidratació. És conegut de què les argiles negres, que normalment són així pel carboni que porten barrejat, es tornen blanques perquè dins el forn es crema també el carboni. Segons la temperatura assolida es poden arribar a fondre altres materials barrejats a la pasta produint qualitats de duresa i textures superficials.
Per la seva compacitat i resistències tenen aplicació en la fabricació de receptacles per a líquids àcids, per a la construcció de paviments resistents a l'abrasió, per a fer canonades, etc.
Quan al final de la cocció es llença al forn sal (ClNa), es volatilitza i reacciona amb la superfície de l'argila fent una capa de silicat alumínic alcalí vitrificat. És el vernís característic del gres comú.
El gres admet també aplicacions superficials de materials vitrificables abans de la cocció. Es pot aconseguir des d'una major impermeabilització d'un objecte necessari, fins a una bona manera de fer duradora una creació artística. Aquests és l'origen del gres policromat, tècnica iniciada al segle xvii i molt desenvolupada al segle xix.
S'atribueix l'origen del gres a la Xina, però des del segle xv es coneix a Europa.